# Liste der Kulturdenkmäler in Altenstadt (Hessen)
Die folgende Liste enthält die in der Denkmaltopographie ausgewiesenen Kulturdenkmäler auf dem Gebiet  der Gemeinde Altenstadt, Wetteraukreis, Hessen.
Hinweis: Die Reihenfolge der Denkmäler in dieser Liste orientiert sich zunächst an Ortsteilen und anschließend der Anschrift, alternativ ist sie auch nach der Bezeichnung oder der Bauzeit sortierbar.
Kulturdenkmäler werden fortlaufend im Denkmalverzeichnis des Landes Hessen durch das Landesamt für Denkmalpflege Hessen auf Basis des Hessischen Denkmalschutzgesetzes (HDSchG) geführt. Die Schutzwürdigkeit eines Kulturdenkmals hängt nicht von der Eintragung in das Denkmalverzeichnis des Landes Hessen oder der Veröffentlichung in der Denkmaltopographie ab.

## Altenstadt
| Bild                                     | Bezeichnung                                              | Lage                                                | Beschreibung       | Bauzeit | Objekt-Nr. |
| ---------------------------------------- | -------------------------------------------------------- | --------------------------------------------------- | ------------------ | ------- | ---------- |
| Bild gesucht BW                          | Jüdischer Friedhof                                       | Vor der Hahle LageFlur: 3, Flurstück: 42            |                    |         | 2157 DDB   |
| Bahnhof                                  | Bahnhof                                                  | Bahnhofstraße 25 LageFlur: 4, Flurstück: 936        |                    |         | 602158 DDB |
| Rathaus, ehemaliges Amtsgericht          | Rathaus, ehemaliges Amtsgericht                          | Frankfurter Straße 11 LageFlur: 1, Flurstück: 57    |                    |         | 2159 DDB   |
| Bild gesucht BW                          |                                                          | Hanauer Straße 1 LageFlur: 1, Flurstück: 251/2      |                    |         | 2160 DDB   |
| Bild gesucht BW                          |                                                          | Hintergasse 8 LageFlur: 1, Flurstück: 128           | Kein Einzeldenkmal |         | 846075     |
| Bild gesucht BW                          |                                                          | Hintergasse 11 LageFlur: 1, Flurstück: 155          |                    |         | 2162 DDB   |
| Evangelische Pfarrkirche Altenstadt 2019 | Evangelische Pfarrkirche                                 | Stammheimer Straße 8 LageFlur: 1, Flurstück: 279/19 |                    |         | 2163 DDB   |
| Bild gesucht BW                          |                                                          | Kirchgasse 10 LageFlur: 1, Flurstück: 96            |                    |         | 2164 DDB   |
| Bild gesucht BW                          |                                                          | Kirchgasse 12 LageFlur: 1, Flurstück: 98/2          |                    |         | 195461 DDB |
| Bild gesucht BW                          |                                                          | Kirchgasse 14 LageFlur: 1, Flurstück: 112/3         |                    |         | 2165 DDB   |
| Bild gesucht BW                          |                                                          | Kirchgasse 15 LageFlur: 1, Flurstück: 276/1         |                    |         | 2166 DDB   |
| Bild gesucht BW                          |                                                          | Kirchgasse 18 LageFlur: 1, Flurstück: 114           |                    |         | 2167 DDB   |
| Bild gesucht BW                          |                                                          | Kirchgasse 19 LageFlur: 1, Flurstück: 282           |                    |         | 2168 DDB   |
| Bild gesucht BW                          |                                                          | Kirchgasse 20 LageFlur: 1, Flurstück: 117           |                    |         | 2169 DDB   |
| Bild gesucht BW                          |                                                          | Mönchgasse 5 LageFlur: 1, Flurstück: 41             |                    |         | 2170 DDB   |
| Bild gesucht BW                          |                                                          | Obergasse 7 LageFlur: 1, Flurstück: 60/1            |                    |         | 2171 DDB   |
| Bild gesucht BW                          |                                                          | Obergasse 12 LageFlur: 1, Flurstück: 204            |                    |         | 2172 DDB   |
| Bild gesucht BW                          |                                                          | Obergasse 14 LageFlur: 1, Flurstück: 203            |                    |         | 2173 DDB   |
| Bild gesucht BW                          |                                                          | Obergasse 22 LageFlur: 1, Flurstück: 196            |                    |         | 2174 DDB   |
| Bild gesucht BW                          |                                                          | Obergasse 26 LageFlur: 1, Flurstück: 192            |                    |         | 2175 DDB   |
|                                          |                                                          | Vogelsbergstraße 2 LageFlur: 1, Flurstück: 66       |                    |         | 2176 DDB   |
| Bild gesucht BW                          |                                                          | Vogelsbergstraße 1 LageFlur: 1, Flurstück: 231      |                    |         | 195463 DDB |
| weitere Bilder                           | Kloster Engelthal (ehemaliges Zisterzienserinnenkloster) | LageFlur: 20, Flurstück: 24/1, 24/2, 28/1, 29, 31   |                    |         | 2177 DDB   |

## Heegheim
| Bild            | Bezeichnung                     | Lage                                          | Beschreibung       | Bauzeit | Objekt-Nr. |
| --------------- | ------------------------------- | --------------------------------------------- | ------------------ | ------- | ---------- |
| Bild gesucht BW | Gesamtanlage Brunnenstraße      | Lage                                          |                    |         | 2178 DDB   |
| Bild gesucht BW | Gesamtanlage Rodenbacher Straße | Lage                                          |                    |         |            |
| Bild gesucht BW |                                 | Brunnenstraße 8a LageFlur: 1, Flurstück: 9    |                    |         | 404256 DDB |
| Bild gesucht BW |                                 | Brunnenstraße 9 LageFlur: 1, Flurstück: 104   |                    |         | 2181 DDB   |
| Bild gesucht BW |                                 | Brunnenstraße 10 LageFlur: 1, Flurstück: 11   |                    |         | 2182 DDB   |
| Bild gesucht BW |                                 | Brunnenstraße 11 LageFlur: 1, Flurstück: 103  |                    |         | 2183 DDB   |
| Bild gesucht BW |                                 | Brunnenstraße 12 LageFlur: 1, Flurstück: 11   |                    |         | 2184 DDB   |
| Bild gesucht BW |                                 | Brunnenstraße 14 LageFlur: 1, Flurstück: 12/1 |                    |         | 2185 DDB   |
| Bild gesucht BW |                                 | Brunnenstraße 16 LageFlur: 1, Flurstück: 16   |                    |         | 2186 DDB   |
| Bild gesucht BW |                                 | Brunnenstraße 18 LageFlur: 1, Flurstück: 17/1 |                    |         | 2187 DDB   |
| Bild gesucht BW | Rathaus                         | Brunnenstraße 26 LageFlur: 1, Flurstück: 40   |                    |         | 2188 DDB   |
| Bild gesucht BW | Evangelische Kirche             | Poststraße 6 LageFlur: 1, Flurstück: 47       |                    |         | 2189 DDB   |
| Bild gesucht BW | Keller                          | Poststraße 6 LageFlur: 1, Flurstück: 136      |                    |         | 2190 DDB   |
| Bild gesucht BW |                                 | Poststraße 8 LageFlur: 1, Flurstück: 55       | Kein Einzeldenkmal |         | 846135     |
| Bild gesucht BW |                                 | Schulstraße 1 LageFlur: 1, Flurstück: 39      | Stall              |         | 2193 DDB   |

## Höchst an der Nidder
| Bild            | Bezeichnung                           | Lage                                               | Beschreibung | Bauzeit | Objekt-Nr. |
| --------------- | ------------------------------------- | -------------------------------------------------- | ------------ | ------- | ---------- |
| Bild gesucht BW | Gesamtanlage Mittelstraße             | Lage                                               |              |         | 2194 DDB   |
| Bild gesucht BW | Jüdischer Friedhof                    | Gäßchen LageFlur: 1, Flurstück: 61                 |              |         | 2196 DDB   |
| Bild gesucht BW | Ev. Luth. Pfarrkirche                 | Am Herrenzaun 5 LageFlur: 1, Flurstück: 224/3      |              |         | 2197 DDB   |
| Bild gesucht BW | Bahnhof                               | Bahnhofstraße 19 LageFlur: 1, Flurstück: 310/5     |              |         | 404511 DDB |
| Bild gesucht BW | Nidderbrücke                          | LageFlur: 4, Flurstück: 24                         |              |         | 404512 DDB |
| Bild gesucht BW | Ehemalige Synagoge                    | Gäßchen 3 LageFlur: 1, Flurstück: 76               |              |         | 226059 DDB |
| Bild gesucht BW |                                       | Mittelstraße 16/18 LageFlur: 1, Flurstück: 129/130 |              |         | 2198 DDB   |
| Bild gesucht BW |                                       | Mittelstraße 22 LageFlur: 1, Flurstück: 125        |              |         | 2199 DDB   |
| Bild gesucht BW | Ev. Luth. Pfarrkirche                 | Mittelstraße 28 LageFlur: 1, Flurstück: 122/1      |              |         | 2200 DDB   |
| Bild gesucht BW | Gesamtanlage Eremitage                | Lage                                               |              |         |            |
| weitere Bilder  | Schloss der Freiherren von Günderrode | Mittelstraße 34 LageFlur: 1, Flurstück:            |              |         | 2202 DDB   |
| Bild gesucht BW | Ehemalige Schule                      | Mittelstraße 33 LageFlur: 1, Flurstück: 116        |              |         | 2203 DDB   |
| Bild gesucht BW |                                       | Mittelstraße 40 LageFlur: 1, Flurstück: 87/3       |              |         | h2204      |
| Bild gesucht BW |                                       | Mittelstraße 42 LageFlur: 1, Flurstück: 86/4       |              |         | 2205 DDB   |
| Bild gesucht BW |                                       | Mühlgasse 2 LageFlur: 1, Flurstück: 70             |              |         | 2206 DDB   |
| Bild gesucht BW |                                       | Mühlgasse 3 LageFlur: 1, Flurstück: 94             |              |         | 2207 DDB   |
| Bild gesucht BW | Klostermühle                          | Mühlgasse 5 LageFlur: 1, Flurstück: 96             |              |         | 2208 DDB   |
| Bild gesucht BW |                                       | Mühlgasse 7 LageFlur: 1, Flurstück: 97             |              |         | 2209 DDB   |

## Lindheim
| Bild                                         | Bezeichnung                                  | Lage                                                       | Beschreibung | Bauzeit         | Objekt-Nr. |
| -------------------------------------------- | -------------------------------------------- | ---------------------------------------------------------- | ------------ | --------------- | ---------- |
| Die Altenstädter Straße                      | Gesamtanlage                                 | Lage                                                       |              |                 | 602211 DDB |
| Bild gesucht BW                              | Jüdischer Friedhof                           | Außerhalb der Ortslage, Bruch LageFlur: 5, Flurstück: 76   |              |                 | 195459 DDB |
| Fachwerkhaus Altenstädter Straße 4           |                                              | Altenstädter Straße 4 LageFlur: 1, Flurstück: 146/1        |              |                 | 2213 DDB   |
| Bild gesucht BW                              |                                              | Altenstädter Straße 22 LageFlur: 1, Flurstück: 126         |              |                 | 2214 DDB   |
| Bild gesucht BW                              | Friedhofskapelle                             | Altenstädter Straße 46 LageFlur: 1, Flurstück: 233/1       |              | 1691            | 3861 DDB   |
| Bild gesucht BW                              |                                              | Düdelsheimer Straße 5 LageFlur: 1, Flurstück: 158/2        |              |                 | 2216 DDB   |
| Bild gesucht BW                              |                                              | Düdelsheimer Straße 9 LageFlur: 1, Flurstück: 163          |              |                 | 2217 DDB   |
| Bild gesucht BW                              |                                              | Düdelsheimer Straße 11 LageFlur: 1, Flurstück: 166         |              |                 | 2218 DDB   |
| Bild gesucht BW                              |                                              | Düdelsheimer Straße 13 LageFlur: 1, Flurstück: 167/2       |              |                 | 2219 DDB   |
| Bild gesucht BW                              | Bahnhof                                      | Heegheimer Straße 10 LageFlur: 1, Flurstück: 366/10, 366/5 |              |                 | 404441 DDB |
| Schloss und Hexenturm                        | Schloss und Hexenturm                        | Düdelsheimer Straße 21 LageFlur: 1, Flurstück: 183, 182    |              |                 | 2220 DDB   |
| Bild gesucht BW                              | Ehemaliges Rathaus                           | Turmgasse 2 LageFlur: 1, Flurstück: 179/7                  |              |                 | 2221 DDB   |
| Evangelische Pfarrkirche (ehemals St. Maria) | Evangelische Pfarrkirche (ehemals St. Maria) | Turmgasse 3 LageFlur: 1, Flurstück: 173/4                  |              | 1280, 1442–1448 | 2222 DDB   |

## Lindheim-Enzheim
| Bild                     | Bezeichnung              | Lage                                              | Beschreibung | Bauzeit | Objekt-Nr. |
| ------------------------ | ------------------------ | ------------------------------------------------- | ------------ | ------- | ---------- |
| Bild gesucht BW          | Gesamtanlage             | Lage                                              |              |         | 602223 DDB |
| Evangelische Pfarrkirche | Evangelische Pfarrkirche | Mühlweg 11 LageFlur: 1, Flurstück: 217/218        |              | 1777    | 2224 DDB   |
| Bild gesucht BW          |                          | Mühlweg 9 LageFlur: 1, Flurstück: 221             |              |         | 2225 DDB   |
| Bild gesucht BW          |                          | Stockheimer Straße 79 LageFlur: 1, Flurstück: 192 |              |         | 2226 DDB   |
| Bild gesucht BW          |                          | Stockheimer Straße 87 LageFlur: 1, Flurstück: 184 |              |         | 2227 DDB   |

## Oberau
| Bild            | Bezeichnung    | Lage                                              | Beschreibung | Bauzeit | Objekt-Nr. |
| --------------- | -------------- | ------------------------------------------------- | ------------ | ------- | ---------- |
| Bild gesucht BW | Gesamtanlage   | Lage                                              |              |         | 602228 DDB |
| Bild gesucht BW |                | Hauptstraße 11 LageFlur: 1, Flurstück: 115        |              |         | 2229 DDB   |
| Bild gesucht BW |                | Hauptstraße 15/17 LageFlur: 1, Flurstück: 111/110 |              |         | 2230 DDB   |
| Bild gesucht BW | Kirche         | Hauptstraße 26 LageFlur: 1, Flurstück: 16         |              |         | 2231 DDB   |
| Bild gesucht BW |                | Hauptstraße 28 LageFlur: 1, Flurstück: 19         |              |         | 2232 DDB   |
| Bild gesucht BW |                | Kochgasse 3 LageFlur: 1, Flurstück: 97/1          |              |         | 2233 DDB   |
| Bild gesucht BW | Oberauer Mühle | Lage                                              |              |         | 2234 DDB   |

## Rodenbach
| Bild            | Bezeichnung                                      | Lage                                               | Beschreibung | Bauzeit | Objekt-Nr. |
| --------------- | ------------------------------------------------ | -------------------------------------------------- | ------------ | ------- | ---------- |
| Bild gesucht BW | Gesamtanlage                                     | Lage                                               |              |         | 2235 DDB   |
| weitere Bilder  | Evangelische Pfarrkirche (ehemals St. Katharina) | Ortenberger Straße 3 LageFlur: 1, Flurstück: 33    |              | 1752–53 | 2236 DDB   |
| Bild gesucht BW |                                                  | Ortenberger Straße 8 LageFlur: 1, Flurstück: 25/1  |              |         | 2237 DDB   |
| Bild gesucht BW |                                                  | Ortenberger Straße 10 LageFlur: 1, Flurstück: 22/1 |              |         | 2238 DDB   |

## Waldsiedlung
| Bild            | Bezeichnung            | Lage                                             | Beschreibung                 | Bauzeit | Objekt-Nr. |
| --------------- | ---------------------- | ------------------------------------------------ | ---------------------------- | ------- | ---------- |
| Bild gesucht BW | Kunststoffhaus FG 2000 | Industriestraße 6 LageFlur: 17, Flurstück: 1/147 | Architekt Wolfgang Feierbach | 1968    | 195772 DDB |